# Dan Henderson
Daniel Jeffery Henderson (Downey, California; 24 de agosto de 1970) es un artista marcial mixto estadounidense y exluchador olímpico retirado. Fue el último campeón de peso semipesado de Strikeforce, el último campeón de PRIDE de peso wélter (183 libras) y peso medio (205 libras). Es el primer artista marcial mixto en mantener simultáneamente dos títulos en dos categorías de peso en una promoción de MMA. Henderson es también el ganador del torneo de peso medio de UFC 17, campeón del torneo de Brasil Open 1997 de peso ligero, campeón del torneo de RINGS King of Kings 1999, y campeón del Grand Prix peso wélter de PRIDE de 2005.
Henderson es conocido por tener un poder de nocaut extremadamente devastador en la mano derecha.

## Carrera en artes marciales mixtas

### Ultimate Fighting Championship
Henderson debutó en UFC en 1998, derrotando a Allan Goes y Carlos Newton en UFC 17 para ganar el torneo de peso medio.
Henderson volvió a UFC en el 2007, enfrentándose a Quinton Jackson en UFC 75 por los campeonatos de Peso Semipesado de UFC de Jackson, y Peso Medio de PRIDE de Henderson. Jackson derrotó a Henderson por decisión unánime, unificando así los dos títulos.
Henderson se enfrentó a Anderson Silva en UFC 82 por los campeonatos de Peso Medio de UFC de Silva, y Peso Wélter de PRIDE de Henderson. Silva derrotó a Henderson a través de una estrangulación por la espalda en la segunda ronda.
En UFC 88, Henderson derrotó a Rousimar Palhares por decisión unánime.
Henderson se enfrentó a Rich Franklin en UFC 93. Henderson derrotó a Franklin por decisión dividida.
En UFC 100, Henderson se enfrentó a Michael Bisping. Henderson derrotó a Bisping con un brutal KO en la segunda ronda. Tras el evento, Henderson obtuvo el premio al KO de la Noche y finalmente obtuvo el KO del Año de 2009.
Henderson se enfrentó a Maurício Rúa en UFC 139 el 19 de noviembre de 2011. Henderson derrotó a Rua por decisión unánime. Tras el evento, ambos peleadores obtuvieron el premio a la Pelea de la Noche, y fue descrita por muchos como una de las mejores peleas en la historia de UFC.
El 23 de febrero de 2013, Henderson se enfrentó a Lyoto Machida en UFC 157. Henderson perdió la pelea por decisión dividida.
Henderson se enfrentó a Rashad Evans el 15 de junio de 2013 en el evento principal de UFC 161. Evans derrotó a Henderson por decisión dividida.
El 9 de noviembre de 2013, Henderson se enfrentó a Vitor Belfort en una revancha de su pelea en PRIDE 32 en UFC Fight Night 32. Belfort derrotó a Henderson por nocaut con una patada a la cabeza en la primera ronda.
Henderson se enfrentó a Maurício Rúa el 23 de marzo de 2014 en UFC Fight Night 38. Henderson ganó la pelea por nocaut técnico en la tercera ronda. Tras el evento, ambos peleadores ganaron el premio a la Pelea de la Noche y Henderson ganó el Desempeño de la Noche por su actuación.
Con solo 2 meses desde su última pelea Henderson se enfrentó a Daniel Cormier el 24 de mayo de 2014 en UFC 173. Henderson perdió la pelea por sumisión en la tercera ronda.
El 24 de enero de 2015, Henderson se enfrentó a Gegard Mousasi en UFC on Fox 14. Henderson perdió la pelea por nocaut técnico en la primera ronda.
El 6 de junio de 2015, Henderson se enfrentó a Tim Boetsch en UFC Fight Night 68. Henderson ganó la pelea por nocaut a los 28 segundos.
Henderson se enfrentó a Vitor Belfort el 7 de noviembre de 2015 en UFC Fight Night 77. Henderson perdió la pelea por nocaut en la primera ronda.
Henderson se enfrentó a Héctor Lombard el 4 de junio de 2016 en UFC 199. Henderson ganó la pelea por nocaut en la segunda ronda, ganando así el premio a la Actuación de la Noche.
Henderson se enfrentó a Michael Bisping por el Campeonato de Peso Medio de UFC el 8 de octubre de 2016 en UFC 204. Perdió la pelea por decisión unánime. Ambos luchadores obtuvieron el premio "pelea de la noche" por su combate. Tras el combate, Henderson anunció su intención de retirarse de las artes marciales mixtas.

## Vida personal
Dan Henderson es parte galés, escocés, francés y Nativo Americano. Se crio en un rancho en Apple Valley, California. Él comenzó a luchar desde muy joven y comenzó a ser visto como un competidor implacable. Cuando entró en la escuela de secundaria se introdujo en el equipo de lucha libre con su hermano Tom en Victor Valley High, el cual fue dirigido por Sam Gollmyer y asistido por su padre Bill Henderson y Joe Barrios. Henderson se le ha recetado la terapia de reemplazo de testosterona después de haber sido diagnosticado con niveles bajos de testosterona en 2007.
Henderson fue dirigido por Bob Anderson, de los Jets de California (ahora desaparecida organización). Él se colocó en segundo lugar en el estado de California Championship Wrestling en 1987 y Victor Valley ganó el título por equipos. En 1988, quedó en quinto lugar en las finales estatales y varios meses más tarde ganó las coronas nacionales, tanto en estilo libre y greco romana en el Nacional Junior en Cedar Falls, Iowa.
Según marzo de 2007 Confederated Umatilla Journal: "La abuela de Henderson, Alice (Bergevin) Lejune, es miembro activo de las Tribus Confederadas y es propietaria de tierras en la reserva Confederación de Tribus de la reserva the India de Umatilla, Henderson es 1/16 de nativos americanos Walla Walla. "En la entrevista Henderson comentó: "Ahora sé que soy Walla Walla, es reconfortante encontrar algunas de esas cosas. Me veo indio y yo sabía que tenía algo, pero no sabía qué tribu o exactamente cuánto. Será bueno para ser capaz de decirle a mis hijos acerca de su legado".

## Team Quest
Dan Henderson es propietario del Team Quest Fitness Gym ubicado en Murrieta, California.
A partir del 28 de febrero de 2011, Henderson se encuentra en pleito sobre la marca Team Quest con el excompañero de equipo Matt Lindland.

## Campeonatos y logros
| - Ultimate Fighting Championship - UFC 17 (Campeón del Torneo) - Pelea de la Noche (Tres veces) - Actuación de la Noche (Dos veces) - KO de la Noche (Una vez) - Pelea del Año (2011) vs. Maurício Rua el 19 de noviembre - KO del Año (2009) vs. Michael Bisping el 11 de Julio - PRIDE Fighting Championships - Campeón de Peso Medio (Una vez, el último) - Campeón de Peso Wélter (Una vez, el primero, el último) - PRIDE Grand Prix Peso Wélter de 2005 (Campeón) - Primer peleador en ganar campeonatos de PRIDE en categorías de múltiples pesos (Peso wélter-Peso medio) - Primer peleador en mantener simultáneamente múltiples campeonatos de PRIDE - Strikeforce - Campeón de Peso Semipesado (Una vez, el último) - Peleador más veterano en ganar un campeonato de Strikeforce (40 años, 194 días) - Fighting Network RINGS - RINGS King of Kings 1999 (Campeón del Torneo) - Brazil Open Fight - Brazil Open 1997 (Campeón del Torneo de Peso Ligero) - World MMA Awards - KO del Año (2009) vs. Michael Bisping el 11 de Julio - ESPN - Pelea del Año (2011) vs. Maurício Rua el 19 de noviembre - Ronda del Año (2011) vs. Maurício Rua el 19 de noviembre; Ronda 1 - Inside MMA - Premio Bazzie a la Pelea del Año (2011) vs. Maurício Rua el 19 de noviembre - Wrestling Observer Newsletter - Pelea del Año (2011) vs. Maurício Rua el 19 de noviembre - MMAFighting - Pelea del Año (2011) vs. Maurício Rua el 19 de noviembre - Yahoo! Sports - Pelea del Año (2011) vs. Maurício Rua el 19 de noviembre - Inside Fights - KO del Año (2009) vs. Michael Bisping el 11 de Julio - FIGHT! Magazine - KO del Año (2009) vs. Michael Bisping el 11 de Julio - Bleacher Report - KO del Año (2009) vs. Michael Bisping el 11 de Julio - Black Belt - Peleador del Año (2007) | - Federación Internacional de Luchas Asociadas - 2000 Medalla de Bronce Desafío Superior Henri Deglane Greco-Romana - 2000 Medalla de Oro Campeonato Panamericano Senior-Greco-Romana - 1999 Medalla de Bronce Copa Noruega Senior Greco-Romana - 1998 Medalla de Bronce Desafío Superior Henri Deglane Greco-Romana - 1998 Medalla de Bronce Campeonato Panamericano Mayor Greco-Romana - 1998 Medalla de Oro Prueba FILA Torneo Superior Greco-Romana - 1998 Medalla de Oro Trofeo Milone Torneo Superior Greco-Romana - 1998 Medalla de Plata Torneo Vehbi Emri Superior Greco-Romana - 1997 Medalla de Plata Copa Internacional Concord Superior Greco-Romana - 1997 Medalla de Oro Desafío Superior Greco-Romana - 1996 Medalla de Plata Copa del Mundo Superior Greco-Romana - 1995 Medalla de Bronce Juegos Panamericanos Superior Greco-Romana - 1995 Medalla de Oro Sunkist Kids International Open Superior Greco-Romana - 1994 Medalla de Plata Copa del Mundo Superior Greco-Romana - 1994 Medalla de Plata Campeonato Panamericano Mayor Greco-Romana - 1990 Medalla de Oro Campeonato Mundial Júnior de Lucha FILA Greco-Romana - 1984 Medalla de Plata Campeonato Panamericano Mayor Greco-Romana - National Wrestling Hall of Fame and Museum - Servicio de Vida al Premio Wrestling (2010) - Amateur Wrestling News Magazine - Luchador amateur 1990 All-American - California Interscholastic Federation - Subcampeón en Campeonato Estatal High School (1987) - All-State (1987, 1988) - Campeonato de la Sección Sur (1987, 1988) |

## Registro en artes marciales mixtas
| Resultado | Récord | Oponente                 | Método                               | Evento                                   | Fecha                    | Ronda | Tiempo | Localización              | Notas                                                                                    |
| --------- | ------ | ------------------------ | ------------------------------------ | ---------------------------------------- | ------------------------ | ----- | ------ | ------------------------- | ---------------------------------------------------------------------------------------- |
| Derrota   | 32–15  | Michael Bisping          | Decisión (unánime)                   | UFC 204                                  | 8 de octubre de 2016     | 5     | 5:00   | Manchester                | Por el Campeonato de Peso Medio de UFC. Pelea de la Noche. Se retiró después de la pelea |
| Victoria  | 32–14  | Héctor Lombard           | KO (codazo y golpes)                 | UFC 199                                  | 4 de junio de 2016       | 2     | 1:27   | Inglewood, California     | Actuación de la Noche.                                                                   |
| Derrota   | 31–14  | Vitor Belfort            | KO (patada a la cabeza y golpes)     | UFC Fight Night: Belfort vs. Henderson 3 | 7 de noviembre de 2015   | 1     | 2:07   | São Paulo                 |                                                                                          |
| Victoria  | 31–13  | Tim Boetsch              | KO (golpes)                          | UFC Fight Night: Boetsch vs. Henderson   | 6 de junio de 2015       | 1     | 0:28   | Nueva Orleans, Louisiana  |                                                                                          |
| Derrota   | 30–13  | Gegard Mousasi           | TKO (golpes)                         | UFC on Fox: Gustafsson vs. Johnson       | 24 de enero de 2015      | 1     | 1:10   | Estocolmo                 | Retorno al peso medio.                                                                   |
| Derrota   | 30–12  | Daniel Cormier           | Sumisión técnica (rear-naked choke)  | UFC 173                                  | 24 de mayo de 2014       | 3     | 3:53   | Las Vegas, Nevada         |                                                                                          |
| Victoria  | 30–11  | Maurício Rúa             | TKO (golpes)                         | UFC Fight Night: Shogun vs. Henderson 2  | 23 de marzo de 2014      | 3     | 1:31   | Natal                     | Pelea de la Noche; Actuación de la Noche.                                                |
| Derrota   | 29–11  | Vitor Belfort            | KO (patada a la cabeza)              | UFC Fight Night: Belfort vs. Henderson   | 9 de noviembre de 2013   | 1     | 1:17   | Goiânia                   |                                                                                          |
| Derrota   | 29–10  | Rashad Evans             | Decisión (dividida)                  | UFC 161                                  | 15 de junio de 2013      | 3     | 5:00   | Winnipeg                  |                                                                                          |
| Derrota   | 29–9   | Lyoto Machida            | Decisión (dividida)                  | UFC 157                                  | 23 de febrero de 2013    | 3     | 5:00   | Anaheim, California       |                                                                                          |
| Victoria  | 29–8   | Maurício Rúa             | Decisión (unánime)                   | UFC 139                                  | 19 de noviembre de 2011  | 5     | 5:00   | San José, California      | Pelea de la Noche; Pelea del Año (2011).                                                 |
| Victoria  | 28–8   | Fedor Emelianenko        | TKO (golpes)                         | Strikeforce: Fedor vs. Henderson         | 30 de julio de 2011      | 1     | 4:12   | Hoffman Estates, Illinois | Peso pesado.                                                                             |
| Victoria  | 27–8   | Rafael Cavalcante        | TKO (golpes)                         | Strikeforce: Feijao vs. Henderson        | 5 de marzo de 2011       | 3     | 0:50   | Columbus, Ohio            | Ganó el Campeonato de Peso Semipesado de Strikeforce.                                    |
| Victoria  | 26–8   | Renato Sobral            | KO (golpes)                          | Strikeforce: St. Louis                   | 4 de diciembre de 2010   | 1     | 1:53   | San Luis, Misuri          | Eliminatoria por el título.                                                              |
| Derrota   | 25–8   | Jake Shields             | Decisión (unánime)                   | Strikeforce: Nashville                   | 17 de abril de 2010      | 5     | 5:00   | Nashville, Tennessee      | Por el Campeonato de Peso Medio de Strikeforce.                                          |
| Victoria  | 25–7   | Michael Bisping          | KO (golpe)                           | UFC 100                                  | 11 de julio de 2009      | 2     | 3:20   | Las Vegas, Nevada         | Peso medio; KO de la Noche; KO del Año (2009).                                           |
| Victoria  | 24–7   | Rich Franklin            | Decisión (dividida)                  | UFC 93                                   | 17 de enero de 2009      | 3     | 5:00   | Dublín                    | Peso semipesado.                                                                         |
| Victoria  | 23–7   | Rousimar Palhares        | Decisión (unánime)                   | UFC 88                                   | 6 de septiembre de 2008  | 3     | 5:00   | Atlanta, Georgia          |                                                                                          |
| Derrota   | 22–7   | Anderson Silva           | Sumisión (rear-naked choke)          | UFC 82                                   | 1 de marzo de 2008       | 2     | 4:50   | Columbus, Ohio            | Por el Campeonato de Peso Medio de UFC y Peso Wélter de PRIDE; Pelea de la Noche.        |
| Derrota   | 22–6   | Quinton Jackson          | Decisión (unánime)                   | UFC 75                                   | 8 de septiembre de 2007  | 5     | 5:00   | Londres                   | Por el Campeonato de Peso Semipesado de UFC y Peso Medio de PRIDE.                       |
| Victoria  | 22–5   | Wanderlei Silva          | KO (golpe)                           | PRIDE 33                                 | 24 de febrero de 2007    | 3     | 2:08   | Las Vegas, Nevada         | Ganó el Campeonato de Peso Medio de PRIDE.                                               |
| Victoria  | 21–5   | Vitor Belfort            | Decisión (unánime)                   | PRIDE 32                                 | 21 de octubre de 2006    | 3     | 5:00   | Las Vegas, Nevada         | Peso semipesado.                                                                         |
| Derrota   | 20–5   | Kazuo Misaki             | Decisión (unánime)                   | PRIDE Bushido 12                         | 26 de agosto de 2006     | 2     | 5:00   | Nagoya                    | PRIDE GP 2006 de Peso Wélter (cuartos de final).                                         |
| Victoria  | 20–4   | Kazuo Misaki             | Decisión (unánime)                   | PRIDE Bushido 10                         | 2 de abril de 2006       | 2     | 5:00   | Tokio                     |                                                                                          |
| Victoria  | 19–4   | Murilo Bustamante        | Decisión (dividida)                  | PRIDE Shockwave 2005                     | 31 de diciembre de 2005  | 2     | 5:00   | Saitama                   | PRIDE GP 2005 de Peso Wélter (final); Ganó el Campeonato de Peso Wélter de PRIDE.        |
| Victoria  | 18–4   | Akihiro Gono             | KO (golpe)                           | PRIDE Bushido 9                          | 25 de septiembre de 2005 | 1     | 7:58   | Tokio                     | PRIDE GP 2005 de Peso Wélter (semifinal).                                                |
| Victoria  | 17–4   | Ryo Chonan               | KO (golpe)                           | PRIDE Bushido 9                          | 25 de septiembre de 2005 | 1     | 0:22   | Tokio                     | PRIDE GP 2005 de Peso Wélter (segunda ronda).                                            |
| Derrota   | 16–4   | Antônio Rogério Nogueira | Sumisión (armbar)                    | PRIDE Total Elimination 2005             | 23 de abril de 2005      | 1     | 8:05   | Osaka                     | PRIDE GP 2005 de Peso Wélter (ronda de apertura).                                        |
| Victoria  | 16–3   | Yuki Kondo               | Decisión (dividida)                  | PRIDE Shockwave 2004                     | 31 de diciembre de 2004  | 3     | 5:00   | Saitama                   |                                                                                          |
| Victoria  | 15–3   | Kazuhiro Nakamura        | TKO (lesión en el hombro)            | PRIDE 28                                 | 31 de octubre de 2004    | 1     | 1:15   | Saitama                   |                                                                                          |
| Victoria  | 14–3   | Murilo Bustamante        | TKO (golpes)                         | PRIDE Final Conflict 2003                | 9 de noviembre de 2003   | 1     | 0:53   | Tokio                     | PRIDE GP 2003 de Peso Medio.                                                             |
| Victoria  | 13–3   | Shungo Oyama             | TKO (golpes)                         | PRIDE 25                                 | 16 de marzo de 2003      | 1     | 3:28   | Yokohama                  |                                                                                          |
| Derrota   | 12–3   | Antônio Rodrigo Nogueira | Sumisión (armbar)                    | PRIDE 24                                 | 23 de diciembre de 2002  | 3     | 1:49   | Fukuoka                   |                                                                                          |
| Derrota   | 12–2   | Ricardo Arona            | Decisión (dividida)                  | PRIDE 20                                 | 28 de abril de 2002      | 3     | 5:00   | Yokohama                  |                                                                                          |
| Victoria  | 12–1   | Murilo Rua               | Decisión (dividida)                  | PRIDE 17                                 | 3 de noviembre de 2001   | 3     | 5:00   | Tokio                     |                                                                                          |
| Victoria  | 11–1   | Akira Shoji              | TKO (golpes y rodillazos)            | PRIDE 14                                 | 27 de mayo de 2001       | 3     | 3:18   | Yokohama                  |                                                                                          |
| Victoria  | 10–1   | Renzo Gracie             | KO (golpe)                           | PRIDE 13                                 | 25 de marzo de 2001      | 1     | 1:40   | Saitama                   |                                                                                          |
| Derrota   | 9–1    | Wanderlei Silva          | Decisión (unánime)                   | PRIDE 12                                 | 9 de diciembre de 2000   | 2     | 10:00  | Saitama                   |                                                                                          |
| Victoria  | 9–0    | Renato Sobral            | Decisión (mayoritaria)               | King of Kings Tournament 1999            | 26 de febrero de 2000    | 2     | 5:00   | Tokio                     | Ganó el torneo Rings King of Kings 1999.                                                 |
| Victoria  | 8–0    | Antônio Rodrigo Nogueira | Decisión (dividida)                  | King of Kings Tournament 1999            | 26 de febrero de 2000    | 3     | 5:00   | Tokio                     | Semifinal del torneo Rings King of Kings 1999.                                           |
| Victoria  | 7–0    | Gilbert Yvel             | Decisión (unánime)                   | King of Kings Tournament 1999            | 26 de febrero de 2000    | 2     | 5:00   | Tokio                     | Cuartos de final del torneo Rings King of Kings.                                         |
| Victoria  | 6–0    | Hiromitsu Kanehara       | Decisión (mayoritaria)               | King of Kings Tournament 1999            | 28 de octubre de 1999    | 2     | 5:00   | Tokio                     | 2ª Ronda del torneo Rings King of Kings 1999.                                            |
| Victoria  | 5–0    | Bakouri Gogitidze        | Sumisión (rodillazo a las costillas) | King of Kings Tournament 1999            | 28 de octubre de 1999    | 1     | 2:17   | Tokio                     | Ronda de Apertura del torneo Rings King of Kings 1999.                                   |
| Victoria  | 4–0    | Carlos Newton            | Decisión (dividida)                  | UFC 17                                   | 15 de mayo de 1998       | 1     | 15:00  | Mobile, Alabama           | Ganó el Torneo de Peso Medio de UFC 17.                                                  |
| Victoria  | 3–0    | Allan Goes               | Decisión (unánime)                   | UFC 17                                   | 15 de mayo de 1998       | 1     | 15:00  | Mobile, Alabama           | Semifinal del Torneo de Peso Medio de UFC 17.                                            |
| Victoria  | 2–0    | Eric Smith               | Sumisión (guillotine choke)          | Brazil Open '97                          | 15 de junio de 1997      | 1     | 0:30   | Brasil                    |                                                                                          |
| Victoria  | 1–0    | Crezio de Souza          | TKO (golpes)                         | Brazil Open '97                          | 15 de junio de 1997      | 1     | 5:25   | Brasil                    |                                                                                          |